# Charanjit Singh (Hockeyspieler)
Charanjit Singh (* 22. Februar 1931 in Mairi, Himachal Pradesh; † 27. Januar 2022 in Una, Himachal Pradesh) war ein indischer Hockeyspieler. Er gewann mit der indischen Hockeynationalmannschaft bei Olympischen Spielen je eine Gold- und Silbermedaille.

## Karriere
Charanjit Singh war als Mittelfeldspieler bei den Olympischen Spielen 1960 dabei und wirkte in drei Spielen der Vorrunde und im Viertelfinale mit. Die Inder gewannen ohne ihn auch das Halbfinale, unterlagen aber im Finale der pakistanischen Mannschaft mit 1:0. Dies war nach sechs Olympiasiegen in Folge die erste Niederlage für die indische Mannschaft. 1962 siegten die Pakistaner auch bei den Asienspielen in Jakarta vor den Indern. Zwei Jahre später standen sich im Finale der Olympischen Spiele in Tokio erneut Indien und Pakistan gegenüber, diesmal siegten die Inder mit 1:0. Charanjit Singh war 1964 in allen neun Spielen dabei.
Charanjit Singh wurde 1963 mit dem Arjuna Award ausgezeichnet, 1964 erhielt er den Padma Shri.